# HMS Blackwater (1903)
El HMS Blackwater fue un destructor tipo Laird de la clase River encargado por la Marina Real Británica en el presupuesto naval de 1902-1903. Llamado así por el río Blackwater en el sur de Inglaterra cerca de Londres, fue el primer buque en llevar este nombre en la Royal Navy.

## Hundimiento
El 6 de abril de 1909 el Blackwater colisionó contra el mercante SS Hero y se hundió frente al cabo Dungeness, en el Canal de la Mancha, en la posición 50°55′21″N 1°6′10″E / 50.92250, 1.10278.
No se le concedió ningún honor de batalla por su servicio.